# Вильморен (коммуна)
Вильморе́н (фр. Villemorin) — коммуна во Франции, находится в регионе Новая Аквитания. Департамент коммуны — Шаранта Приморская. Входит в состав кантона Ольне. Округ коммуны — Сен-Жан-д’Анжели.
Код INSEE коммуны — 17473.

## Население
Население коммуны на 2010 год составляло 99 человек.
| 1962 | 1968 | 1975 | 1982 | 1990 | 1999 | 2010 |
| ---- | ---- | ---- | ---- | ---- | ---- | ---- |
| 203  | 175  | 159  | 157  | 155  | 142  | 99   |